# Axia nesiota
Axia nesiota is een vlinder uit de familie Cimeliidae. De wetenschappelijke naam is voor het eerst geldig gepubliceerd in 1962 door Reisser.
De soort komt voor in Europa.